# NGC 6971
NGC 6971 (również PGC 65462 lub UGC 11637) – galaktyka spiralna (Sb), znajdująca się w gwiazdozbiorze Delfina. Odkrył ją Albert Marth 15 sierpnia 1863 roku.